# Automolis paremphares
Automolis paremphares là một loài bướm đêm thuộc phân họ Arctiinae, họ Erebidae.